# 吳珈慶
吳珈慶（1989年2月9日—），出身臺灣新北市泰山區，現落戶於廣東省深圳市，运动员，現已取得中華人民共和國居民身份證。綽號「泰山神童」，中國文化大學體育學系肄業，2005年世界花式撞球錦標賽及雙料冠軍。和史上最年輕世界冠軍吳珈慶同為國手的柯秉逸、吳育綸，被譽為「撞壇三小龍」。
他是第一個由台灣地區人民转化为大陸地區人民身份的台灣運動員，也是中華民國史上，第一個事實上具備大陸地區人民身份而入中華民國國軍服役的軍人。

## 生平
6歲時在舅舅開設的撞球館接觸撞球，9歲開始正式打球，曾在2005年拿下新加坡站亞軍及雅加達站季軍，在同年7月10日以17比16逆轉打敗同胞選手郭柏成，成為撞球史上最年輕（16歲又5個月）的世界花式撞球錦標賽冠軍得主。2005年11月14日第二屆在阿拉伯聯合大公國舉辦，吳珈慶在決賽中以11：3擊敗荷蘭選手范登博格，再度奪冠，成為史上第一位在同一年度獲得八號球及九號球雙料冠軍的撞球員。2005年12月27日在江蘇省蘇州市昆山市舉行的兩岸花式撞球交流賽當中擊敗台灣選手張裴瑋，獲得冠軍。
2011年4月20日，中華撞協表示，大陸當局向他們通報吳珈慶報名北京公開賽，並且於2011年4月8日，取得中華人民共和國居民身份證，落戶廣東省深圳市，成為台灣史上首位轉入中國大陸體壇的運動員。
2012年1月14日，吳珈慶以大陸人民回台探親證入境台灣，至中華民國空軍服兵役，成為中華民國史上，第一個事實上具備中華人民共和國國籍而入伍服役的軍人。
之後，傳出罹患慢性白血病，以重大疾病為理由提前退伍。

## 國籍、戶籍及服役爭議
《中華民國憲法》第二十條規定：「人民有依法律服兵役之義務。」吳珈慶未服畢中華民國自由地區成年男子須服的義務兵役，即在大陸地區設有戶籍，依中華民國《臺灣地區與大陸地區人民關係條例》第9條之1之規定，喪失台灣地區人民身分；但根據《中華民國國籍法》第十二條第一項規定：「男子年滿十五歲，未服兵役者，不得喪失國籍。」，故依其法理，吳珈慶為曾具中華民國臺灣地區人民身分之現中華民國大陸地區人民。至於吳之服兵役義務，則依中華民國《臺灣地區與大陸地區人民關係條例施行細則》第十一條之規定，不因而免除。
2011年4月，中華民國內政部役政署表示，吳珈慶依法仍須服役，他在本年3月14日申請出境，2012年1月14日前必須返台入伍，否則將被列為通緝犯。5月，中華民國政府方面将吳珈慶除籍，在台戶政資料全遭註銷。他的台灣地區人民身份由此转化为大陸地區人民后。兵役單位認定他仍須盡當兵義務，並通知他，如果在2012年1月未返台服役，將發出妨害兵役通緝。12月14日，吳珈慶父亲檢附舊有的戶籍謄本，吳珈慶向內政部移民署提出「來台」探親申請。
12月30日，负责通知他服役的新北市政府表示，吳珈慶不受役男停止徵集服常備兵現役之影響，仍必須回台服役。若明年1月14日逾期未回台灣服役，將移送法辦。依據《臺灣地區與大陸地區人民關係條例》規定，吳珈慶在大陸設籍，註銷台灣戶籍與護照，但仍有中華民國國籍，因此仍有履行服兵役義務。新北市府分析，吳珈慶可以探親名義回台灣，若服役時，將暫時保留其探親證，管制出境，直至他服完役期。新北市民政局說，吳父日前電話向市府探詢，若吳珈慶延遲回台，遭移送法辦的最後期限。民政局回應，吳珈慶與其他役男的兵役問題，一視同仁，明年1月14日若未依照兵役催告書回台，將在1月底發出體檢通知書，若再不接受體檢，2月中旬會再度發出第二次體檢通知書。若遲至2月中旬，吳珈慶也都不回台服役，市府將以妨害兵役治罪條例移送法辦，追溯期長達20年，回台後仍須照服兵役

## 比賽成績
- 2019年9月8日，第11届浦东唐城世界9球中国公开赛，吴珈庆以11比10击败菲律宾选手拉嘉，二度夺冠军。
- 2018年5月20日，美式台球雙打世界杯在上海盧灣體育館落幕，劉海濤、吳珈慶組成的中國隊在決賽中以10比3大勝衛冕冠軍奧地利隊奪冠。
- 2016年9月28日，亞洲全台球錦標賽男子9球雙打決賽，吳珈慶、韓皓翔組合11-4戰勝沙特阿拉伯隊奪冠。
- 2016年9月26日，首屆亞洲全台球錦標賽男子個人9球賽決賽，吳珈慶11:9戰勝卡塔爾選手巴沙爾-阿卜杜拉馬耶德，奪得金牌。
- 2016年8月28日，浦東唐城世界9球中國公開賽，吳珈慶11:4擊敗鄭喻軒，首奪該賽事冠軍
- 2015年奪得CBSA美式台球國際公開賽冠軍
- 2011中國花式撞球年度排名第1
- 2011年入籍大陸後CBSA職業9球排名賽密雲站冠軍
- 2008世界10號球錦標賽亞軍
- 2008菲律賓10號球公開賽冠軍
- 2007日本公開賽冠軍
- 2007汶萊公開賽冠軍
- 2007杜拜公開賽冠軍
- 2006亞巡賽廣州表演賽冠軍
- 2005兩岸撞球邀請賽冠軍
- 2005東京邀請賽冠軍
- 2005世界8號球錦標賽冠軍
- 2005世界9號球錦標賽冠軍